# خورخي فرنانديز غرانادوس
خورخي فرنانديز غرانادوس (بالإسبانية: Jorge Fernández Granados)‏ هو كاتب وشاعر مكسيكي، ولد في 1965 في مدينة مكسيكو في المكسيك.